# Rébecca Dautremer
Rébecca Dautremer (Gap, 1971) és una il·lustradora francesa. Tot i ser una apassionada de la fotografia, durant la dècada dels 90, focalitza els seus estudis en el disseny. Es matricula a Grafisme a l'ENSAD de París. És durant aquest període acadèmic que comença a treballar per l'editorial Gautier-Languereau fent petites feines de color i retoc. Quan surt de l'ENSAD, l'any 1995, l'editorial li encarrega les il·lustracions per a un primer àlbum i no triga a arribar el segon. Paral·lelament, Rébecca Dautremer comença a treballar per altres editors i a guanyar, de mica en mica, notorietat dins del panorama d'il·lustradors francesos. Els seus àlbums infantils tenen gran èxit també entre el públic adult. El llibre L'amoreux (Gautier-Languereau, 2003) i Princesses, oubliées ou inconnues (Gautier-Languereau, 2004) la donen a conèixer mundialment.
A banda del món editorial, aquesta il·lustradora treballa també en premsa juvenil, cartelleria i disseny gràfic i de joguines. Ha codirigit la pel·lícula d'animació Kérity, la casa dels contes (Kérity, la maison des contes, 2009) amb guió de Anik Le Ray, en la qual es basa el llibre Nat y el secreto de Eleonora.

## Obres il·lustrades
- L'amoreux (2003), Editorial Gautier-Languereau. Editat en castellà a Espanya amb el títol Enamorados (Kokinos, 2003).
- Princesses, oubliées ou inconnues (2004) amb text de Philippe Lechermeier, Editorial Hachette Livre. Editat en castellà a Espanya amb el títol Princesas, olvidadas o desconocidas (Edelvives, 2005).
- Cyrano (2005) amb Taï-Marc Le Thanh, Editorial Hachette Livre. Editat en castellà a Espanya amb el títol original (Edelvives, 2006).
- La Tortue géante des Galapagos (2006), Editorial Hachette Livre / Gautier-Languereau. Editat en castellà a Espanya amb el títol La tortuga gigante de Galápagos (Edelvives, 2007).
- Elvis (2008) amb text de Taî-Marc Le Thanh, Editorial Gautier-Languereau. Editat en castellà a Espanya amb el títol original (Edelvives, 2012).
- Le journal secret du petit poucet (2009) amb text de Philippe Lechermeier, Editorial Gautier-Languereau. Editat en castellà a Espanya amb el títol Diario secreto de Pulgarcito (Edelvives, 2010).
- Kérity, la maison des contes (Le grand album du film) (2009) amb text d'Anik Le Ray, Editorial Flammarion. Editat en castellà a Espanya amb el títol Nat y el secreto de Eleonora (Edelvives, 2010).
- Alice au pays des merveilles (2010). Editat en català amb el títol Alícia al país de les meravelles (Baula, 2016).
- Le petit théâtre de Rébecca (2012). Editat en castellà a Espanya amb el títol El pequeño teatro de Rébecca (Edelvives, 2012).